# کامپانیله باسو
کامپانیله باسو (به ایتالیایی: Campanile Basso) یک کوه در ایتالیا است که در ترنتینو واقع شده‌است. کامپانیله باسو ۲٬۸۸۳ متر بالاتر از سطح دریا واقع شده‌است.